# Nova Creu Alta
Das Nova Creu Alta, auch Estadi de la Nova Creu Alta, ist ein Fußballstadion in der spanischen Stadt Sabadell, Katalonien. Es bietet Platz für 11.908 Zuschauer und dient dem Verein CE Sabadell als Austragungsort der Heimspiele. Zudem fanden hier Fußballspiele bei den Olympischen Sommerspielen 1992 statt.

## Geschichte
Das Estadi de la Nova Creu Alta in Sabadell, einer Industriestadt zwanzig Kilometer nordwestlich von Barcelona, die eine Einwohnerzahl von knapp über 200.000 Menschen aufweist, wurde zwischen 1966 und 1967 erbaut und am 20. August 1967 eröffnet. Zum ersten Spiel im neuen Stadion trafen sich der zukünftige Nutzerverein CE Sabadell und der spanische Topverein FC Barcelona zu einem Freundschaftsspiel, das von den Gastgebern mit 1:0 gewonnen wurde. Erster Torschütze in dem neu errichteten Stadion war Josep Maria Vall von CE Sabadell. Seit diesem Tag nutzt der Verein CE Sabadell das Estadi de la Nova Creu Alta als Austragungsort für Heimspiele im Fußball. Der Verein spielte in seiner Geschichte vierzehn Spielzeiten in der Primera División, der höchsten Spielklasse im spanischen Fußball, die beste Ligaplatzierung war ein fünfter Platz in den 1950er-Jahren. Damals nutzte der Verein aber noch ein anderes Stadion. Letztmals in der ersten Liga war der Verein 1987/88. Seitdem spielte man maximal in der Segunda División. Derzeit spielt CE Sabadell eben in dieser Liga, nachdem in der abgelaufenen Saison (2010/11) der Aufstieg aus der Segunda División B geglückt war.
Die bisher einzige Großveranstaltung erlebte das Stadion, als einige Fußballspiele der Olympischen Sommerspiele 1992, deren Austragung sich die katalanische Metropole Barcelona gesichert hatte, in Sabadell stattfanden. Bei dem olympischen Fußballturnier fanden ausschließlich Vorrundenspiele in Nova Creu Alta statt, die K.-o.-Spiele stiegen im Camp Nou von Barcelona, im Estadio Mestalla von Valencia und im La Romareda zu Saragossa. Allerdings fanden sich zu den Spielen in Sabadell nur sehr wenige Zuschauer ein, die Rekordkulisse bei dem olympischen Fußballturnier bei Spielen in Sabadell wurde mit 6.000 Zuschauern beim Spiel zwischen Mexiko und Ghana (1:1) erreicht. Auch außerhalb Sabadells waren die Stadien bei dem Turnier mit Ausnahme des Finalspiels in Camp Nou, das 95.000 Zuschauer verfolgten, nur mäßig gefüllt.